# Зафарабад (Джизакская область)

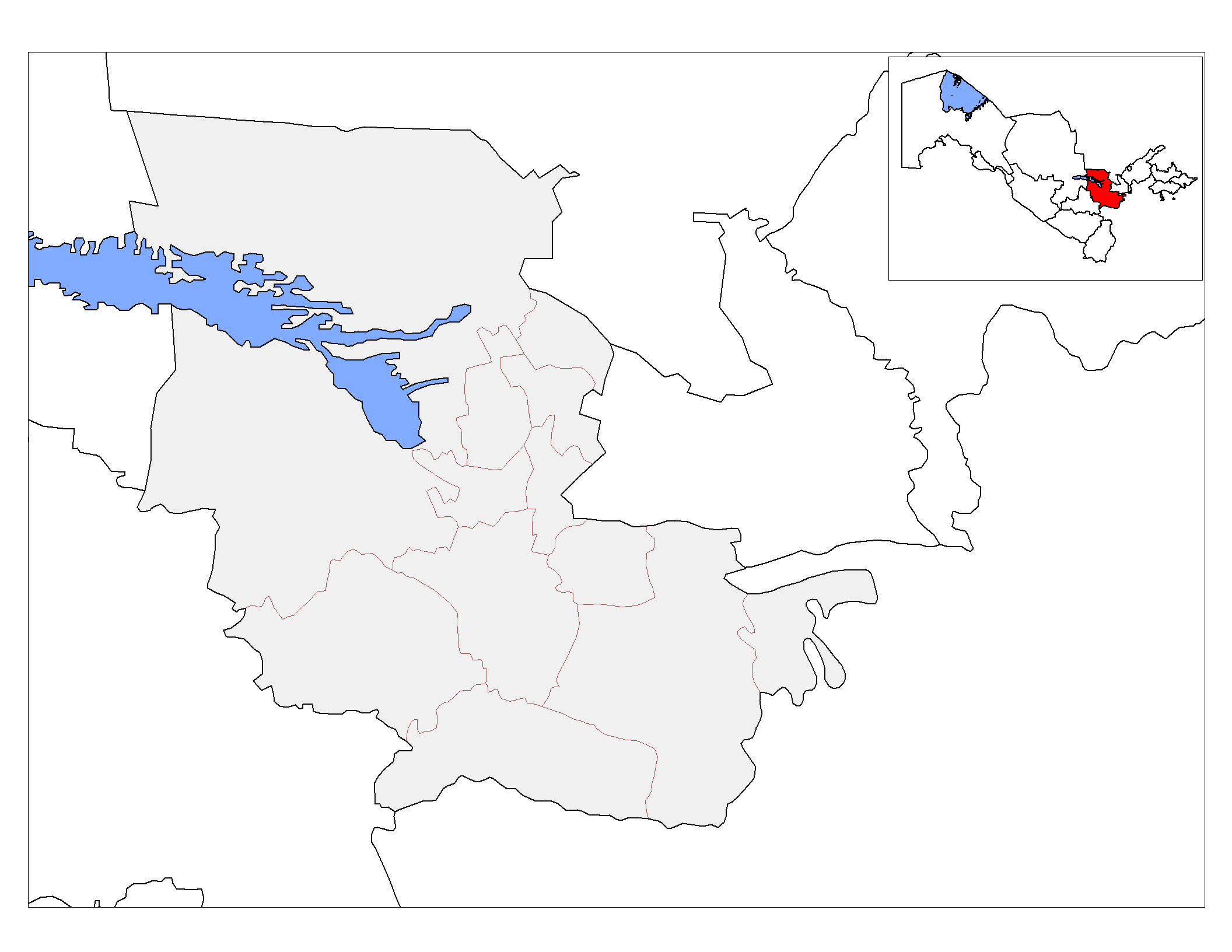
Джизакская область на карте Узбекистана

Зафарабад (узб. Zafarobod / Зафаробод) — городской посёлок, административный центр Зафарабадского района Джизакской области Узбекистана. Статус посёлка городского типа — с 1997 года.